# 日本國寶住宅列表

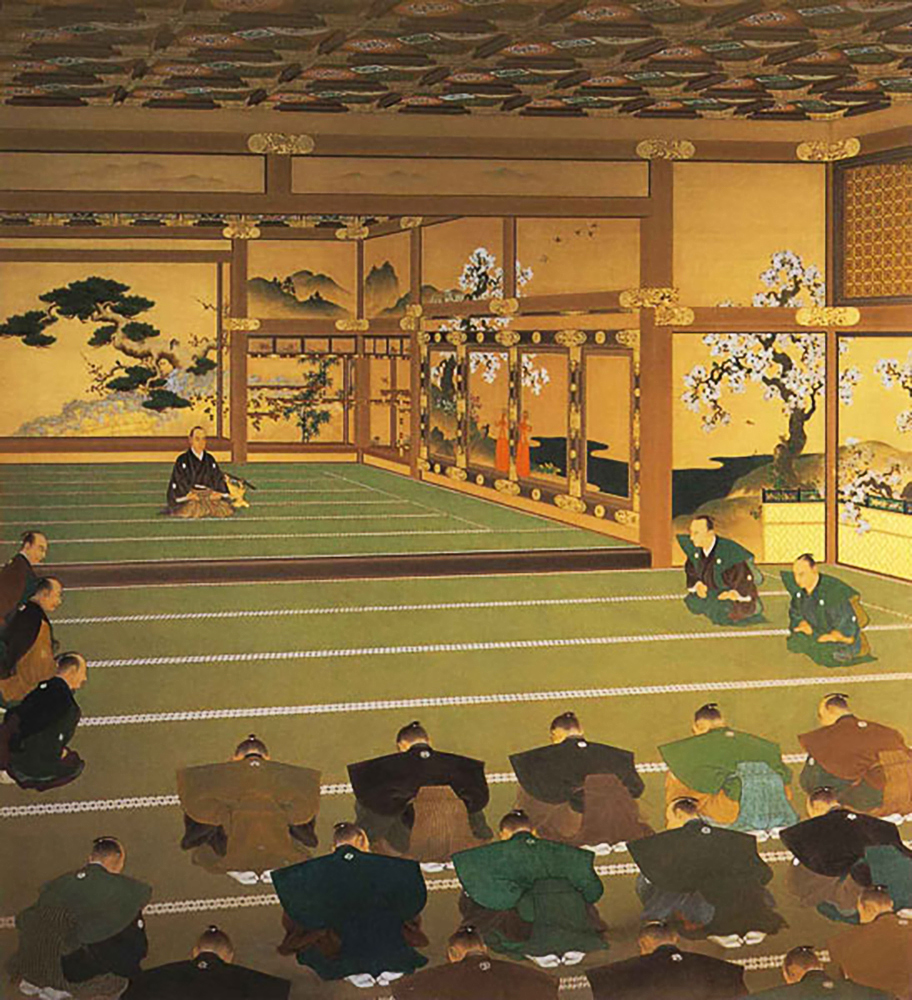
德川庆喜在二條城二之丸御殿黑書院宣佈大政奉还

日本1897年起指定部份文化財為國寶。國寶現由文部科學省依「歷史、藝術價值極高」指定，分建造物與美術工藝品2類。有14項建造物進一步歸類為「近世以前／住宅」，建於15世紀封建室町时代至近代17世紀江户时代早期，有茶室、書院、客殿等國內建築，多數位於寺院，1項為城。2009年，20世紀初舊東宮御所（迎賓館赤坂離宮）獲指定國寶，是唯一歸類為「近代／住居」的建造物，本列表在此一併列出。
日本鋪疊蓆的傳統住宅設計奠基於室町時代後期，完善於安土桃山时代。書院造是受禅宗影響的新建築風格，發展自平安时代早期寢殿造及鎌倉時代武家造。書院是大名待客及寺院讀書的地點。主屋由屋簷包圍，較小區域由橫拉的襖、障子、舞良戶、杉戶等隔開。主待客室有床之間、違棚（交錯的架子）、附書院（內置的桌子）、華麗的帳臺構（橫拉門）等特有設施。待客室牆與牆間遍佈疊蓆，有角柱、格天井，以及防雨的雨戶。安土桃山時代，玄關成為住宅要素。現存最古的書院造是1485年建的慈照寺東求堂。其他典型有主殿，如園城寺的兩個客殿。江戶時代早期，書院造到達頂峰，並在大名住所之外傳開。二條城二之丸御殿與西本願寺書院是此時期特色鮮明的正規書院造。
日本茶道茶室風格樸素，與書院造並行。16世紀，千利休創立草庵，通常只有二至八疊大，用材天然，外觀樸素。這種以如庵與待庵為代表的茶室風格受農家風格與以鋪疊蓆、設床之間及若干準備室為特色的書院造影響。
江戶時代早期，書院造與茶室風格開始融合，形成不太正規的數寄屋造。數寄屋造有獨特的床之間與架子，使用雪松、松、鐵杉、竹、檜等木材，樹皮等表面通常粗糙。與書院造相比，數寄屋造屋簷下彎。書院造雖適用於禮儀建築，但用於住宅則過於氣派。故進入江戶時代後，貴族與武士宅邸採用不太正規的數寄屋造。桂離宮與西本願寺黑書院可見數寄屋造。

## 統計
14項歸類為「近世以前／住宅」及1項歸類為「近代／住居」的建造物分佈於5個區市町村，10個地點。京都市是上述國寶最多的區市町村，有10項；西本願寺是上述國寶最多的地點，有3項。

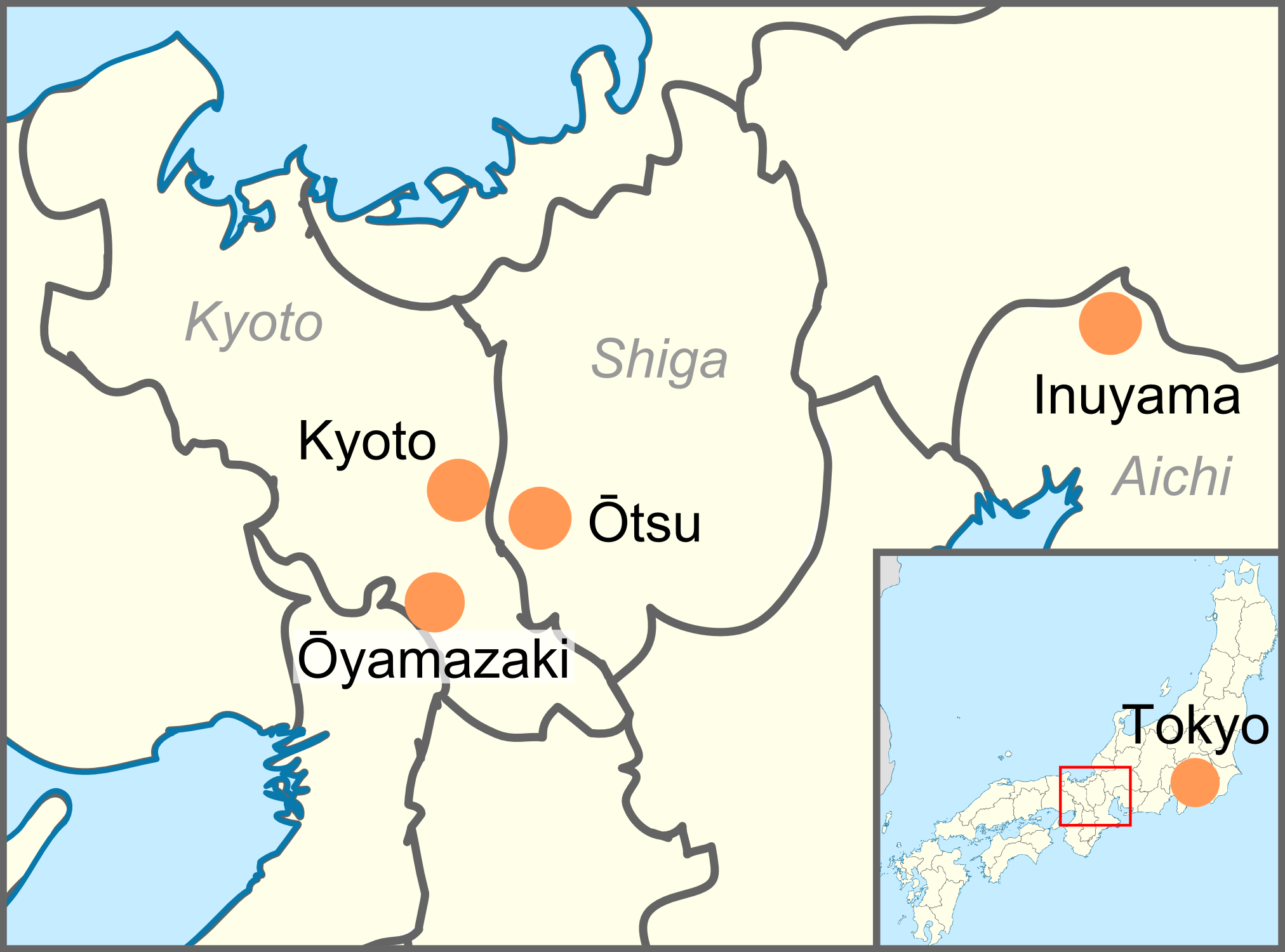
國寶在日本的位置

| 都道府縣 | 區市町村 | 國寶數 |
| -------- | -------- | ------ |
| 愛知縣   | 犬山市   | 1      |
| 京都府   | 京都市   | 10     |
| 京都府   | 大山崎町 | 1      |
| 滋賀縣   | 大津市   | 2      |
| 東京都   | 港區     | 1      |

| 地點                         | 國寶數 |
| ---------------------------- | ------ |
| 二條城二之丸御殿             | 1      |
| 西本願寺                     | 3      |
| 慈照寺                       | 2      |
| 園城寺                       | 2      |
| 三寶院                       | 2      |
| 大德寺龍光院                 | 1      |
| 妙喜庵                       | 1      |
| 東寺                         | 1      |
| 有樂苑                       | 1      |
| 舊東宮御所（迎賓館赤坂離宮） | 1      |

| 時代         | 國寶數 |
| ------------ | ------ |
| 室町时代     | 2      |
| 安土桃山时代 | 7      |
| 江户时代     | 5      |
| 明治時代     | 1      |

## 國寶
| 名稱                              | 地點                         | 說明 | 時代                        | 所有者     | 位置                                                                   | 圖像 |
| --------------------------------- | ---------------------------- | --- | --------------------------- | ---------- | ---------------------------------------------------------------------- | ---- |
| 如庵                              | 有樂苑                       | 茶室二疊半臺目，水屋間三疊，由廊間構成，一層，入母屋造，杮葺（木瓦）；織田長益築                                                                                                 | 江户时代早期 約1618年       | 名古屋鐵道 | 愛知縣犬山市 35°23′16.66″N 136°56′31.35″E / 35.3879611°N 136.9420417°E |      |
| 勸學院客殿                        | 園城寺                       | 寬7間（約12.73），進深7間（約12.73），一層，入母屋造，妻入，正面附軒唐破风 中門：寬1間（約1.82），進深1間（約1.82），一層，切妻造 皆蓋杮葺                                       | 安土桃山时代 1600年         | 園城寺     | 滋賀縣大津市 35°0′42.4″N 135°51′8.62″E / 35.011778°N 135.8523944°E     | —    |
| 光淨院客殿                        | 園城寺                       | 寬7間（約12.73），進深6間（約10.91），一層，入母屋造，妻入，正面附軒唐破風 中門：寬1間（約1.82），進深1間（約1.82），一層，切妻造 皆蓋杮葺                                       | 安土桃山時代 1601年         | 園城寺     | 滋賀縣大津市 35°0′52.2″N 135°51′9.31″E / 35.014500°N 135.8525861°E     | —    |
| 觀智院客殿                        | 東寺                         | 寬12.7公尺，進深13.7公尺，一層，入母屋造，妻入，正面附軒唐破風 中門：寬1間（約1.82），進深1間（約1.82），一層，切妻造 皆蓋銅板葺                                                 | 安土桃山時代 1605年         | 觀智院     | 京都府京都市 34°58′57.48″N 135°44′52.43″E / 34.9826333°N 135.7478972°E |      |
| 三寶院唐門                        | 三寶院                       | 三間一戶平唐門，檜皮葺 | 安土桃山時代 1598年         | 三寶院     | 京都府京都市 34°57′6.3″N 135°49′8.95″E / 34.951750°N 135.8191528°E     |      |
| 三宝院殿堂                        | 三寶院                       | 上段十五疊（附地板及架子），十八疊，次間二十七疊，四面入側，泉殿，由車寄組成，一層，入母屋造，泉殿切妻造，棧瓦葺，西面車寄唐破風造，檜皮葺                                       | 安土桃山時代 1598年         | 三寶院     | 京都府京都市 34°57′7.46″N 135°49′10.43″E / 34.9520722°N 135.8195639°E  |      |
| 慈照寺銀閣                        | 慈照寺                       | 東面及西面8.2公尺，北面7.0公尺，南面5.9公尺，二層，寶形造，柿葺；建造時為觀音殿                                                                                                  | 室町时代 1489年             | 慈照寺     | 京都府京都市 35°1′35.54″N 135°47′52.94″E / 35.0265389°N 135.7980389°E  |      |
| 慈照寺東求堂                      | 慈照寺                       | 寬6.9公尺，進深6.9公尺，一層，入母屋造，檜皮葺；現存最古的書院造 | 室町時代 1485年             | 慈照寺     | 京都府京都市 35°1′36.79″N 135°47′54.43″E / 35.0268861°N 135.7984528°E  |      |
| 二之丸御殿遠侍及車寄 （二の丸御殿遠侍及び車寄）         | 二條城二之丸御殿             | 遠待：寬8間（約14.55），進深8間（約14.55），一層，入母屋造，本瓦葺 車寄：寬5間（約9.09），進深3間（約5.45），一層，入母屋造，檜皮葺                                              | 江戶時代早期 1626年         | 京都市     | 京都府京都市 35°0′47.7″N 135°45′0.75″E / 35.013250°N 135.7502083°E     |      |
| 二之丸御殿式臺 （二の丸御殿式台）               | 二條城二之丸御殿             | 寬正面3間（約5.45）、背面5間（約9.09），進深右側面4間（約7.27）、左側面6間（約10.91），一層，入母屋造，本瓦葺                                                                    | 江戶時代早期 1626年         | 京都市     | 京都府京都市 35°0′48.09″N 135°44′59.78″E / 35.0133583°N 135.7499389°E  |      |
| 二之丸御殿大廣間 （二の丸御殿大広間）             | 二條城二之丸御殿             | 寬右側面8間（約14.55）、左側面7間（約12.73），進深正面7間（約12.73）、背面5間（約9.09），一層，入母屋造，本瓦葺                                                                  | 江戶時代早期 1626年         | 京都市     | 京都府京都市 35°0′48.68″N 135°44′58.84″E / 35.0135222°N 135.7496778°E  |      |
| 二之丸御殿蘇鐵之間 （二の丸御殿蘇鉄之間）           | 二條城二之丸御殿             | 寬右側面8間（約14.55）、左側面9間（約16.36），進深正面1間（約1.82）、背面3間（約5.45），一層，入母屋造，本瓦葺                                                                   | 江戶時代早期 1626年         | 京都市     | 京都府京都市 35°0′49.44″N 135°44′58.55″E / 35.0137333°N 135.7495972°E  | —    |
| 二之丸御殿黑書院（小廣間） （二の丸御殿黒書院（小広間））   | 二條城二之丸御殿             | 寬正面7間（約12.73）、背面8間（約14.55），進深右側面6間（約10.91）、左側面8間（約14.55），一層，入母屋造，本瓦葺                                                                 | 江戶時代早期 1626年         | 京都市     | 京都府京都市 35°0′49.91″N 135°44′57.85″E / 35.0138639°N 135.7494028°E  |      |
| 二之丸御殿白書院（御座之間） （二の丸御殿白書院（御座の間）） | 二條城二之丸御殿             | 寬6間（約10.91），進深6間（約10.91），一重，入母屋造，本瓦葺 | 江戶時代早期 1626年         | 京都市     | 京都府京都市 35°0′51.07″N 135°44′57.76″E / 35.0141861°N 135.7493778°E  |      |
| 本願寺黑書院及傳廊 （本願寺黒書院及び伝廊）           | 西本願寺                     | 黑書院：寬正面6間（約10.91）、背面7間（約12.73），進深左側面4間（約7.27）、右側面6間（約10.91），二層，寄棟造，杮葺 傳廊：寬4間（約7.27），進深2間（約3.64），一層，兩下造，杮葺 | 江戶時代早期 1657年         | 本願寺     | 京都府京都市 34°59′28.5″N 135°45′4.24″E / 34.991250°N 135.7511778°E    |      |
| 本願寺書院（對面所及白書院） （本願寺書院（対面所及び白書院）） | 西本願寺                     | 寬38.5公尺，進深29.5公尺，一層，入母屋造，妻入，附屋簷及濡緣，本瓦葺 | 江戶時代早期 1618年         | 本願寺     | 京都府京都市 34°59′27.24″N 135°45′3.51″E / 34.9909000°N 135.7509750°E  |      |
| 本願寺飛雲閣                      | 西本願寺                     | 一層：招賢殿、八景之間、船入之間、入側，緣、茶室 二層：歌仙之間、樓梯、迴緣、中二層樓梯間 三層：摘星楼，由樓梯間構成 南面及北面25.8公尺，東面11.8公尺，西面12.5公尺，三層        | 安土桃山時代 1587—1614年    | 本願寺     | 京都府京都市 34°59′26.01″N 135°45′8.78″E / 34.9905583°N 135.7524389°E  |      |
| 妙喜庵書院及茶室（待庵） （妙喜庵書院及び茶室（待庵））     | 妙喜庵                       | 茶室二疊，次間一疊附板疊，由廚房構成，一層，切妻造，杮葺，附土屋簷；日本現存最古的茶室，千利休設計                                                                               | 安土桃山時代 1582年         | 妙喜庵     | 京都府大山崎町                                                         |      |
| 龍光院書院                        | 大德寺龍光院                 | 四疊半臺目茶室（密庵席），十疊、八疊、六疊、四疊半、三疊、八疊，廣緣，由緣構成，一層，寄棟造，杮葺，含水屋；黑田長政築                                                           | 江戶時代早期 茶室為寬永年間 | 龍光院     | 京都府京都市                                                           | —    |
| 舊東宮御所（迎賓館赤坂離宮）      | 舊東宮御所（迎賓館赤坂離宮） | 石及鋼、磚結構，建築面積5,150平方公尺，地上二層，地下一層，銅板葺，附車寄及樓梯；新巴洛克建築，片山東熊設計，明宮嘉仁親王（後大正天皇）住所                                      | 明治時代後期 1909年         | 內閣府     | 東京都港區 35°40′48.93″N 139°43′43.29″E / 35.6802583°N 139.7286917°E   |      |

### 引用
1. ↑  Coaldrake, William Howard. . London, New York: Routledge. 2002: 248 [1996]  [2009-11-01]. ISBN 0-415-05754-X. （原始内容存档于2021-05-07）.
2. ↑   (PDF). 東京都: 文化廳. 2017-03  [2017-12-17]. （原始内容 (PDF)存档于2017-12-16）.
3. 1 2 3  . Database of National Cultural Properties. 文化廳. 2008-11-01  [2009-04-16]. （原始内容存档于2009-03-30）.
4. ↑   (PDF). 東京都: 文化廳. 2009-10-16. （原始内容 (PDF)存档于2010-10-08）.
5. 1 2 3 4 5  Young & Young 2007，第80頁
6. 1 2 3  Young & Young 2007，第81頁
7. 1 2 3 4 5  . JAANUS.   [2009-11-17]. （原始内容存档于2021-02-24）.
8. ↑  Young & Young 2007，第79頁
9. ↑  . JAANUS.   [2009-11-17]. （原始内容存档于2021-02-24）.
10. ↑  Nishi & Hozumi 1996，第76頁
11. ↑  Nishi & Hozumi 1996，第75頁
12. ↑  . JAANUS.   [2009-11-17]. （原始内容存档于2021-07-11）.
13. ↑  Young, Young & Yew 2004，第63頁
14. ↑  Young & Young 2007，第90頁
15. 1 2  Young, Young & Yew 2004，第100頁
16. 1 2 3  . JAANUS.   [2009-11-17]. （原始内容存档于2021-03-10）.
17. ↑  Nishi & Hozumi 1996，第78頁
18. ↑  The Agency for Cultural Affairs. . Database of National Cultural Properties. 2008-11-01  [2009-04-16]. （原始内容存档于2009-03-30）.
19. ↑  . Meitetsu Inuyama Hotel.   [2009-11-14]. （原始内容存档于2006-01-30）.
20. ↑  . 園城寺.   [2009-11-08]. （原始内容存档于2020-12-01）.
21. ↑  . 園城寺.   [2009-11-08]. （原始内容存档于2019-12-23）.
22. ↑  
. 東寺.   [2009-11-08]. （原始内容存档于2012-02-04）.
23. 1 2  . 醍醐寺.
24. 1 2  . 醍醐寺.   [2009-11-14]. （原始内容存档于2020-10-25）.
25. 1 2  . 慈照寺.
26. ↑  . 相国寺.   [2009-11-14]. （原始内容存档于2011-07-20）.
27. ↑  . 相国寺.   [2009-11-14]. （原始内容存档于2011-07-20）.
28. 1 2 3 4 5 6  
. 京都市.   [2009-11-14]. （原始内容存档于2012-01-25）.
29. 1 2 3  . 西本願寺.   [2009-11-14]. （原始内容存档于2009-10-18）.
30. ↑  . 西本願寺.   [2009-11-14]. （原始内容存档于2009-10-20）.
31. ↑  . 西本願寺.   [2009-11-14]. （原始内容存档于2009-06-25）.
32. ↑  . 西本願寺.   [2009-11-14]. （原始内容存档于2009-08-17）.
33. ↑  . 西本願寺.   [2009-11-14]. （原始内容存档于2009-06-24）.
34. ↑  . JAANUS.   [2009-11-09]. （原始内容存档于2016-10-12）.
35. ↑  . artofjpn.   [2009-11-08]. （原始内容存档于2009-08-21）.
36. ↑  . vivi planning.   [2009-11-08]. （原始内容存档于2009-03-10）.
37. ↑  . goo.   [2009-11-08]. （原始内容存档于2012-10-18）.
38. ↑  .   [2009-11-14]. （原始内容存档于2012-12-19）.
39. ↑  . Cabinet Office Government of Japan.   [2009-12-01]. （原始内容存档于2011-05-18）.

### 來源
- Young, David; Young, Michiko. . Architecture and Interior Design illustrated, revised. Tuttle Publishing. 2007 [2004]  [2009-11-11]. ISBN 978-0-8048-3838-2. （原始内容存档于2021-10-24）.
- Young, David; Young, Michiko Kimura; Yew, Tan Hong. . Periplus Asian architecture illustrated. Tuttle Publishing. 2004  [2009-11-11]. ISBN 0-7946-0100-6. （原始内容存档于2021-10-11）.
- Nishi, Kazuo; Hozumi, Kazuo.  illustrated. Kodansha International. 1996 [1983]  [2009-11-11]. ISBN 4-7700-1992-0. （原始内容存档于2021-10-24）.